# Fréteval
|  | Per a altres significats, vegeu «Fréteval (Loir i Cher)». |

Fréteval fou una senyoria feudal del Comtat de Vendôme, centrada al castell de Fréteval.

## Llista de senyors
- Niveló I († c. 1059) senyor de Fréteval i de Meslay en feu del comte de Blois del que fou senescal vers 1030. Fréteval fou conquerida vers 1042 pel comte d'Anjou Jofre II Martell i el fill de Niveló, Payen de Fréteval, va morir el 1044 quan intentava reconquerir-lo. Niveló es va fer monjo al final de la seva vida.
- Fuquer († 1087) fill, senyor de Fréteval i de Meslay, fidel de Bucard III de Vendôme vers 1084
- Niveló II († 1122) fill, senyor de Fréteval i de Meslay. Va anar a Terra Santa el 1100 i va deixar la guàrdia de Fréteval al seu cosí Salomó de Lavardin (1100-1108), retornant el 1114.
- Ursió I (1093-1143), fill, va governar des del 1108 al 1114, i des de 1122 al 1143. El 1132 va ajudar a Sulpici d'Amboise que era atacat al seu castell pel comte d'Anjou. El 1136 va fer presoner al vescomte Jofré IV de Châteaudun.
- Niveló III († 1145) fill, mort sense fills
- Hamelí († v 1160) germà. Primera batalla de Fréteval el 1154 quan va atacar a Enric Plantagenet comte d'Anjou i va fer presoner a son germà Jofré o Geoffroi Plantagenet; el 1158 pel tractat de París els castells d'Amboise i Fréteval van passar a Enric Plantagenet ara rei d'Anglaterra. Hameli va abandonar les seves terres i va anar amb el comte de Blois.
- Ursió II († 1187) fill, va recuperar Fréteval el 1186
- Niveló IV († 1214), fill, fidel d'Enric II Plantagenet i de Ricard Cor de Lleó. Va adquirir la senyoria de Faye-la-Vineuse per herència materna. Fou sota el seu govern qu es va lliurar la segona batalla de Fréteval en què Ricard Cor de Lleó va derrotar a Felip August de França (en realitat la batalla es va lliurar a Beaufeux prop de Pezou). Va deixar la senyoria de Meslay al seu fill cadet Jofré i un altre fill, Hug, fou veguer de Chartres.
- Ursió III (1214-1240), fill, senyor de Fréteval i de Faye-la-Vineuse. Va dotar a la seva filla Grècia, casada amb Aimerí de Coué, amb la senyoria de Faye-la-Vineuse
- Niveló V (1240-1264), fill, sota regència de la seva mare Matilde. Mort sense fills, la senyoria es va repartir entre les seves germanes Margarita (que hereta el castell de Fréteval que va aportar al seu marit Emerí d'Argenton) i Alícia (casada en primers noces amb Guillem de Beaucay i en segones amb el senyor de Montsoreau).

Margarita i Emerí d'Argenton van tenir dos fills, Emerí II i Jofré. El fill d'Emerí II, Guiu d'Argenton, va vendre el castell de Fréteval a Hug II de Châtillon comte de Blois el 1293 i el títol de senyor de Fréteval va aquedar associat al comtat de Blois durant quasi dos segles.